# 玛克辛·科科伦
玛克辛·科科伦（英語：Maxine Corcoran，1954年9月22日—2011年11月29日），澳大利亚女子田径运动员。她曾代表澳大利亚参加1978年和1982年英联邦运动会田径比赛，其中1978年英联邦运动会获得一枚银牌。